# Mari Ōsaka
Mari Ōsaka (jap. 大坂 まり, Ōsaka Mari; * 3. April 1996 in Osaka, Präfektur Osaka) ist eine ehemalige japanische Tennisspielerin.

## Karriere
Ōsaka spielt vorzugsweise auf dem ITF Women’s Circuit, wo sie aber noch kein Turnier gewinnen konnte. Ihr erstes Profimatch bestritt Mari Ōsaka im Januar 2011 in Plantation. Ihr erster Matchgewinn gelang ihr ein Jahr später im Mai 2012 in Raleigh gegen Jessica Roland-Rosario. Im September 2012 erreichte sie zum ersten Mal ein Finale beim mit 10.000 US-Dollar dotierten Turnier in Amelia Island, wo sie gegen Jamie Loeb mit 3:6 und 5:7 verlor. 2013 stand sie in Lexington das erste Mal in der Hauptrunde eines 50.000-$-Turniers, wo sie gegen Lauren Embree mit 2:6 und 4:6 verlor. Zwei Monate später erreichte sie im Oktober in Macon, einem mit 25.000 US-Dollar dotierten Turnier erstmals das Achtelfinale, wo sie gegen die Norwegerin Ulrikke Eikeri mit 6:2, 4:6 und 3:6 nur knapp in drei Sätzen unterlag. Kurz darauf gelang ihr Ende Oktober der Achtelfinaleinzug beim mit 50.000 US-Dollar dotierten Turnier in New Braunfels, wo sie Sanaz Marand mit 2:6 und 3:6 unterlag. Mit weiteren guten Ergebnissen konnte sie zum Jahresbeginn 2014 bis unter die Top-600 in der Einzelweltrangliste vorstoßen, fiel aber durch ein weniger erfolgreiches Jahr bis Januar 2015 auf Platz 862 zurück.
2015 konnte sie mit mehreren guten Platzierungen, darunter mehreren Achtelfinal- und Viertelfinalteilnahmen bei 25.000 $ und 50.000-$-Turnieren ihre Weltranglistenposition weiter verbessern und stand Ende Oktober 2015 erstmals unter den Top-500 der Welt. Bis Ende Februar 2016 konnte sie ihre Position noch auf 440 verbessern. Ihre beste Platzierung erreichte sie Ende Mai 2018 mit Platz 280.
Im März 2021 erklärte sie ihren Rücktritt.

## Familie
Mari Ōsakas Vater Leonard „San“ François stammt aus Haiti, ihre japanische Mutter Tamaki Ōsaka stammt von der japanischen Insel Hokkaidō. Der Großvater verstieß ihre Mutter, weil sie einen Schwarzen geheiratet hatte, weshalb die Familie in die Vereinigten Staaten zog, als Mari fünf Jahre alt war. Dort wuchs sie in Long Island im Bundesstaat New York auf. Später zog die Familie aufgrund der besseren Trainingsmöglichkeiten nach Florida.
Ihre eineinhalb Jahre jüngere Schwester Naomi spielt ebenfalls professionell Tennis; sie gewann bislang u. a. die US Open 2018 und 2020, sowie die Australian Open 2019 und 2021.